# 笠間村
笠間村（かさまむら）は、石川県石川郡に存在した村。

## 地理
- 現在の白山市の北西部、旧・松任市においては西南部に位置。
- 西方は日本海に面する。
- 農業は稲作中心であったが、その他には漁業、養鶏を営んでいた所もあった。
- 河川など:大慶寺用水、山島用水

## 歴史
- 平安時代前期 - 和名類聚抄に、石川郡8郷の一つとして笠間郷の名が見えた。
- 南北朝時代 - 笠間保の保名が存在した。
- 1889年（明治22年）4月1日 - 町村制の施行により、石川郡笠間村、東米光村、北島村、松本村及び石立村の区域をもって、石川郡笠間村が発足する。
- 1898年（明治31年）4月1日 - 北陸本線の小松 - 金沢間開業。当時駅の設置は無し。
- 1923年（大正12年）8月1日 - 村内に北陸本線の加賀笠間駅が開業。
- 1948年（昭和23年） - 村立笠間中学校開校。
- 1951年（昭和26年） - 村立笠間中学校が、周辺中学校統合により石川村外二ヶ村中学校組合立笠間中学校となる。
- 1954年（昭和29年）11月3日 - 松任町、柏野村、笠間村、旭村、中奥村、林中村、一木村、出城村、御手洗村、宮保村及び石川村が合併して、改めて松任町が発足する。4大字は松任町の町名に継承。

## 教育
- 笠間村立笠間小学校

（後の松任町立（松任市立）笠間小学校。1977年（昭和52年）4月1日に宮保小学校と統合し、松陽小学校が創立されたため閉校）
- 石川村外三ヶ村中学校組合立笠間中学校（現・白山市立笠間中学校）